# Урок кохання (фільм, 1954)
«Урок кохання» (швед. En lektion i kärlek) — шведський художній фільм 1954 року режисера Інгмара Бергмана. «Урок кохання» був першим із трьох фільмів у легкій, жартівливій манері з еротичними відтінками. За ним йшли «Жіночі мрії» (1955) та «Усмішки літньої ночі» (1955), перший міжнародний успіх Бергмана. Успіх цих фільмів (за винятком «Жіночих мрій»), Бергман приписував двом своїм головним акторам Єві Дальбек і Гунарові Б'єрнстранду.

## Сюжет
Після 15 років супружнього життя лікар-гінеколог Давид (Гунар Б'єрнстранд) завів інтригу зі своєю пацієнткою Сюзанною (Івонна Ломбард), а його дружина Маріанна (Єва Дальбек) знову повернулася до колишнього коханця скульптора Карла-Адама (Оке Ґренберґ), який був кращим другом Давида. Нібито випадково Давид сідає в поїзд, яким Маріанна їде до Копенгагена …

## Ролі виконують
- Єва Дальбек — Маріанна Ернеман
- Гунар Б'єрнстранд[sv] — Давид Ернеман
- Гаррієт Андерссон — Нікс, дочка Ернеманів
- Івонна Ломбард[sv] — Сюзанна
- Оке Ґренберґ[sv] — Карл-Адам, скульптор

## Навколо фільму
- Коли лікар (Гуннар Б'єрнстранд) заходить до поїзда, біля дверей стоїть високий худий чоловік у береті, що читає газету. Це — сам Інгмар Бергман.